# فانديير (مورت وموزيل)
فانديير (بالفرنسية: Vandières)‏ هي بلدية فرنسية تقع في إقليم مورت وموزيل التابع لمنطقة غراند إيست. يقدر عدد سكانها بـ 964 نسمة ومساحتها 12.35 كم2 وترتفع عن سطح البحر 180 متر.